# Hyposmocoma argentea
Hyposmocoma argentea — вид молі. Ендемік гавайського роду Hyposmocoma.

## Поширення
Зустрічається на острові Молокаї.